# 中华人民共和国跨性别权益
跨性別是一個概括性術語，用來描述性別認同或性別表現與指定性別不同的人。

## 性别变更

### 性别肯定手术
根据国家卫生健康委员会2022年出台的《性别重置技术临床应用管理规范》要求规范性别重置手术对象“年龄大于18岁且具备完全民事行为能力、未在婚姻状态、性别重置的要求至少持续5年以上”，并需要提供“手术对象提供已告知直系亲属拟行性别重置手术的相关证明”、“当地公安部门出具的手术对象无在案犯罪记录证明”等材料。

### 证件变更
在中国，跨性别者可在接受性别重置手术后更改法定身份证件（身份证及户口本）上的性别。根据公安部《公安部三局关于公民实施变性手术后变更户口登记性别项目有关问题的批复》（公治〔2008〕478 号）及《公安部三局关于公民实施变性手术后变更户口登记性别项目有关问题的批复》（公治〔2002〕131 号）的规定，跨性别者手术后进行性别标记变更需要向公安局提交的材料有：
- 申请人的书面报告
- 《居民户口簿》、《居民身份证》原件
- 国内三级医院出具的性别鉴定证明和公证部门出具的公证书，或司法鉴定部门出具的证明

从2022年开始，根据国家卫计委新规，更改法定身份证件不再需要完成全序列性别重置手术，仅需完成切除生殖和性腺器官（睾丸，阴茎；乳房，卵巢）即可。

### 学籍信息变更
《高等学校学生学籍学历电子注册办法》规定：“学历注册并提供网上查询后，学校不得变更证书内容及注册信息，不再受理学生信息变更事宜。注册信息确有错误的，须经省级教育行政部门审核确认后方可修改。”多个报道显示毕业后学历信息和学位证书中的性别信息难以变更，仅有孤例宣称成功。

## 病理化和去病化
1989年，非政府组织中華醫學會精神病學分會發布《中国精神疾病分类方案与诊断标准》第二版（CCMD-2），其中「性心理障礙」新設子類「同性戀」、「變裝癖」、「易性癖」等。1994年發布的第二版修訂版（CCMD-2-R）將「性心理障礙」复稱為「性變態」，其下新設三个子類：內含「同性戀」的「性指向障礙」、內含「異性裝扮癖(異裝癖)」的「性偏好障礙」、內含「性別變換癖(易性癖)」的「性身份障碍」。其中，“性身份障礙”指所認同的性別與出生時被指定的性別不一致。
2001年發布的CCMD-3將「精神疾病」更名為「精神障礙」；「性變態」复稱為「性心理障礙(性變態)」；“易裝”和“易性”從“癖”更名為“症”。世紀之交，CCMD在精神科診斷中廣泛應用，此後逐漸讓位於國際標準。
中华人民共和国於1994年起正式等效採用世界卫生组织编撰的國際疾病分類（ICD）作为国家标准。1990年世卫批准、2002年中國大陸施行的ICD-10存有“性身份障礙”。
2018年发布的ICD-11正式删除剩余有关性倾向的诊断编码。而非顺性别认同则从精神障碍转而被视作性健康疾患：「性健康相關情況」类的“性別不一致”縮減取代舊版「精神與行為障礙」类的“性身份障礙”，并从中剔除“F64.0 易性症”和“F64.1 雙重角色異裝癖”等症。
2020年11月，中國大陸衛健委印發並要求參照執行其制定的《精神障碍诊疗规范（2020年版）》，其中“性身份障碍”再被列為“精神障礙”，下設“易性症”、“雙重異裝症”和“童年性身份障礙”等症，更接近於CCMD-3，而非ICD-11。
2022年4月20日，国家卫生健康委办公厅印发《国家限制类技术临床应用管理规范（2022 年版）》，将“易性病”表述调整为不含疾病表述的“易性症”；同时，增加了对“性别焦虑/性别不一致”诊断同等效力的认可，并做出将手术年龄限制下调至18岁，且取消了需要一年心理治疗的术前要求等修改。

## 医学资源

### 跨性别的医学认定
北京大学第六医院，北京大学第三医院，北京回龙观医院、上海市精神卫生中心等医疗机构可以进行易性症相关诊断。

### 激素治疗
目前在中国大陆地区，北京大学第三医院、上海交通大学医学院附属第九人民医院、暨南大学附属第一医院、复旦大学附属儿科医院等医疗机构为跨性别者提供性别肯定激素治疗。
2022年12月1日，中国药监局禁止网络销售环丙孕酮、雌二醇和睾酮，即女性化和男性化中最基本的药物，以规范性别肯定治疗过程。

### 手术资源
1983年1月10日，王大玫在北京大学第三医院为跨性别女性张克莎秘密实施性别肯定手术，这是在中国大陆实施的首例性别肯定手术。1990年，何清濂在上海长征医院为一名跨性别女性秦慧英实施了性别肯定手术，这是中国大陆第一例公开报道的性别肯定手术。
截至2017年，上海四一一医院赵烨德医生已经完成了超过1000例性别肯定手术。北京大学第三医院、上海交通大学医学院附属第九人民医院等医疗机构也为跨性别者提供性别肯定手术治疗。

## 社会资源
中國大陸的公共設施较少提供性別中立的廁所、更衣室或公共浴室，但是近年来无性别厕所逐渐推广开来。而性別隔離的傳統廁所、更衣室或公共浴室具備有效隔斷的比例仍然低於歐美國家，不乏隔板或隔墙過低、缺少其中一面甚或無隔斷的情形。這令部分氣質陰柔者、跨性別者和间性人等生畏，遭受嘲笑、霸凌，甚至輟學。

## 社会认同
北京大学针对跨性别者的调查报告显示，中国的跨性别者在教育方面受歧视的现象较为普遍。中国学校在招生（部分学校和特定专业）、仪容仪表规范（发型、着装等）、如厕、住宿、体检、军训、兵役、体育课及考试、体质与健康测试等方面都存在着性别隔离要求，要求学生严格按照学籍性别参与各项活动，如不遵守会面临记过等处分。

## 情况总结简表
| 項目                                                   | 合法性 |
| ------------------------------------------------------ | --- |
| 非常规异性性行為                                       | （自1997年起） |
| 变更法律（户籍）性别                                   | 有条件的允许（需完成性別重置手術；行政程序上自2002年起；存在集体户口不可的情况）                                           |
| 变更学籍学历等教育相关性别信息                         | 有条件限制、有孤例特别申请成功                                                                                             |
| 第三性別（非二元性別）选项                             | 否 |
| 法律保障间性人免受指定性别醫療處置                     | [ 35 ] |
| 禁止扭转治疗                                           | /（扭转不受法律支持，但未有立法禁止，且实际存在）                                                                          |
| 跨性別去病化                                           | （2019年前CCMD-3将跨性别归类为精神障碍）中国推进包含跨性别去病化的ICD-11标准但未真正实施，现仍将跨性别在医学上视为易性症。 |
| 跨装行为                                               | （无反对歧视LGBT的法律或举措）                                                                                             |
| 反歧視法適用於僱傭關係（就業）                         | （无反对歧视LGBT的法律或举措）                                                                                             |
| 反歧視法適用於商品及服務提供                           | （无反对歧视LGBT的法律或举措）                                                                                             |
| 反歧視法適用於所有其他領域（包括：間接歧視、仇恨言論） | （无反对歧视LGBT的法律或举措）                                                                                             |
| 言論自由                                               | 实际受限（法律认同LBGT发声权利，但实际上存在审查控制；2022年，一些地方视LGBT主题出版物为需要打击和清理的对象之一）         |
| 法定性别同性婚姻                                       | [ 註 8 ] [ 註 9 ] [ 註 10 ]                                                                                                |
| 承認法定性别同性間的伴侶關係                           | （另有意定监护） |
| 家庭暴力適用同居關係                                   | （反家暴法的同居關係不包括同性戀）                                                                                         |
| 法定性别同性伴侶可共同收养子女                         | [ 註 13 ] |
| 可单身收养子女                                         | （明令禁止外國同性戀者收養）                                                                                               |
| 商業代孕                                               | [ 註 15 ] [ 註 16 ] |
| 允許同性性行为者捐血                                   | [ 註 17 ] |
| 可公開跨性别身份從軍服役                               | 不明确（法律未明文禁止，已经或正在进行医学性别转换过程的跨性别者不符合兵役相关体格健康要求）                               |
| 可公開跨性别身份从政                                   | （法律认同LGBT从政权利，但未有公开实例）                                                                                   |